# Joseph Hubertus Soudant
 (janvier 2023).
Si vous disposez d'ouvrages ou d'articles de référence ou si vous connaissez des sites web de qualité traitant du thème abordé ici, merci de compléter l'article en donnant les références utiles à sa vérifiabilité et en les liant à la section « Notes et références ».

Joseph Hubertus Soudant, né le 30 mars 1922 à Heer aux Pays-Bas, et mort le 23 décembre 2003 à Lanaken en Belgique, est un prélat néerlandais, naturalisé indonésien, évêque de Palembang en Indonésie de 1961 à 1997.

## Biographie
Joseph Hubertus Soudant est ordonné prêtre pour les Prêtres du Sacré-Cœur de Saint-Quentin le 11 septembre 1949. De 1953 à 1956, il dirige le lycée Xaverius SMEA, fondé par la Fondation Xaverius.

## Évêque
Le 3 janvier 1961, le pape Jean XXIII le nomme évêque coadjuteur de Palembang, il reçoit l'ordination épiscopale le 29 juin 1961 suivant, des mains de Henri Martin Mekkelholt.
À la démission de Henri Martin Mekkelholt en 1963, il devient évêque de Palembang